# Tadeusz Borowski

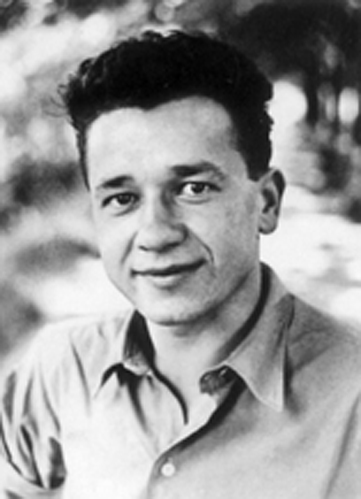
Tadeusz Borowski

Tadeusz Borowski (Zjytomyr, 12 november 1922 – Warschau, 3 juli 1951) was een Pools schrijver, dichter en Holocaust-overlevende.

## Leven en werk
Borowski werd geboren in het toentertijd tot de Sovjet-Unie behorende Zjytomyr. Als lid van de Poolse minderheid werden zijn ouders, die een boekhandel dreven, in 1926 naar Karelië verbannen. Tadeusz' moeder werd in hetzelfde jaar weer verbannen naar Siberië. Door bemiddeling van het Rode Kruis kon Borowski in 1932 met zijn broer naar Polen emigreren. Na de vrijlating van zijn moeder werd het gezin in 1934 herenigd in Warschau.
Tijdens de Tweede Wereldoorlog volgde Borowski colleges op de toen clandestiene Universiteit van Warschau. In die periode publiceerde hij ook zijn eerste gedichtenbundel, Gdziekolwiek ziemia (1942, Overal de aarde), verspreid op stencilpapier.
In 1943 werd Borowski gearresteerd en tewerkgesteld in Auschwitz, na het oplopen van een longontsteking uiteindelijk in het kampziekenhuis. Hij was er getuige van de aftocht van nieuw aangekomen gevangenen naar de gaskamers. In 1944 werd hij gedeporteerd naar Dachau, waar hij op 1 mei 1945 door de Amerikanen werd bevrijd.
Na de oorlog verwerkte Borowski zijn kampervaringen in een aantal gedichten en verhalen. Het meest bekend werd zijn verhalenbundel Pożegnanie z Marią (1947, Nederlandse vertaling: Hierheen naar de gaskamer, dames en heren). In het titelverhaal (letterlijk: Afscheid van Maria) wacht een groep gevangenen in Auschwitz op een volgend gevangenentransport, in de hoop dat het ‘uitladen’ hen extra voedsel zal opleveren. Door op een emotieloze manier te beschrijven hoe mensen in dit soort extreme situaties handelen, laat Borowski zien hoe iedereen die bij de kampen betrokken was ontmenselijkt werd.
Na de oorlog werd Borowski een aanhanger van het communisme, omdat hij meende dat dit de beste garantie bood dat de gruwelen van het naziregime nooit meer herhaald zouden worden. Hij werd een fervent pleitbezorger van het socialistisch realisme in zijn land. Toen hij constateerde dat ook in naam van het communisme ernstige wreedheden werden gepleegd, raakte hij gedesillusioneerd en geraakte in een depressie. Als overlever van Auschwitz en Dachau maakte hij op 28-jarige leeftijd in 1951 een einde aan zijn leven door vergassing.